# Ochsenkopf (Malbun)
Ochsenkopf je planina na granici Lihtenštajna i Austrije u lancu Rätikon u istočnim Alpama, u blizini grada Malbuna, s visinom od 2286 m.

## Vanjske poveznice
|  | Zajednički poslužitelj ima još gradiva o temi Ochsenkopf (Malbun) |